# Rund um die Hainleite 1912
Rund um die Hainleite 1912 war die 6. Austragung des deutschen Straßenradrennens Rund um die Hainleite. Es fand im August mit Start und Ziel in Erfurt statt.

## Rennverlauf
Der Start des Rennens erfolgte vor dem Restaurant „Zur Krone“. Das Ziel befand sich auf der Radrennbahn Andreasried. Zum ersten Mal waren Berufsfahrer am Start, deren Rennen gesondert gewertet wurde. Die Amateure starteten eine Stunde vor den Berufsfahrern. 245 Kilometer mussten bei hochsommerlichen Temperaturen absolviert werden. Die Brüder Franz und Paul Suter holten die Vorgabe mit ihrem Landsmann Paul Choppard im Eichsfeld auf und setzten sich vom Rest des Feldes ab. Im Finale auf der Radrennbahn mussten vier Runden gefahren werden. Im Endsprint setzte sich Franz Suter durch. Der nächste Radprofi hatte bereits 24 Minuten Rückstand, der beste Amateur benötigte knapp eine Stunde länger als das Spitzentrio.
|     | Fahrer         | Nation/Ort | Zeit (h)        |
| --- | -------------- | ---------- | --------------- |
| 01. | Franz Suter    | Schweiz    | 9:41:07         |
| 02. | Paul Suter     | Schweiz    | 9:41:07         |
| 03. | Paul Chopard   | Schweiz    | 9:41:07         |
| 04. | Gustav Schulze | Trebbin    | + 24:00 Minuten |

|      | Fahrer         | Nation/Ort | Zeit (h) |
| ---- | -------------- | ---------- | -------- |
| 0 1. | Artur Frömming | Berlin     | 10:39:00 |
| 02.  | Männel         | Berlin     | 10:39:00 |
| 03.  | Mäurer         | Erfurt     | 10:39:00 |